# Bitwa pod Terespolem
Bitwa pod Terespolem (znana też jako bitwa pod Brześciem) – bitwa stoczona 19 września 1794 roku przez wojska polskie z wojskami rosyjskimi podczas insurekcji kościuszkowskiej, miała miejsce pod Terespolem, niedaleko od Brześcia Litewskiego.
Korpus rosyjski gen. Aleksandra Suworowa osaczył tutaj zmuszoną do odwrotu w bitwie pod Krupczycami dywizję gen. Karola Sierakowskiego (4700 żołnierzy i 28 dział), która przybyła po całonocnym marszu do swego dawnego obozu. Sierakowski zarządził w obozie całodzienny odpoczynek, nie spodziewając się nadejścia sił Suworowa. Polski plan obrony linii Bugu uległ załamaniu wskutek wskazania Rosjanom brodów przez delegata kahału żydowskiego. 
Suworow w nocy przeprawił bez przeszkód cały swój korpus przez Bug i ok. 6.00 zaatakował Polaków. Widząc, że nie ma szans w starciu z Rosjanami – Sierakowski rozpoczął odwrót pokonując Bug przez groblę kobylańską. Polacy bezskutecznie próbowali osłonić swoje tyły, przeprowadzając kilkukrotne szarże kawalerii. Dywizja Sierakowskiego poniosła ogromne straty i wycofała się w rozsypce w kierunku Białej Podlaskiej tracąc wszystkie działa.

## Po bitwie
- Dla upamiętnienia bitwy we wsi Polatycze rosyjskie Ministerstwo Wojny oraz dowództwo 19 garnizonu Twierdzy Brzeskiej wystawiły na początku XX wieku kamienny obelisk na szczycie kurhanu - mogiły żołnierzy rosyjskich poległych w Polatyczach. Początkowo napis na nim głosił w języku rosyjskim: „Pamięci suworowskich wspaniałych bohaterów poległych w walkach z Polakami 8 IX 1794 r.” Znalazły się tu też nazwiska poległych, a w ogrodzeniu 8 fortecznych luf armatnich połączonych łańcuchami. Po I wojnie światowej tablice zniszczono, a po II wojnie światowej pojawiła się tablica w języku polskim: „Żołnierzom armii polskiej i rosyjskiej poległym pod Terespolem we wrześniu 1794 r.”
- Na zbiorowej mogile żołnierzy rosyjskich i polskich w Koroszczynie w folwarku Kuczyn wzniesiono pomnik z napisem w języku rosyjskim: „Bratnia mogiła rosyjskich i polskich żołnierzy poległych w bitwie Suworowa z Sierakowskim 8.09.1794 r.”, odsłonięty 22 lub 23 października 1903 roku. Pomnik został zniszczony, w jego miejscu stoi niewykończony pomnik Józefa Piłsudskiego.
- Trzeci pomnik, upamiętniający pobyt Suworowa w Terespolu po bitwie, został odsłonięty 22 października 1902 roku. Również nie zachował się do naszych czasów[4].